# Karkābād
Karkābād (persiska: كَرگ آباد, كرك آباد, Kargābād) är en ort i Iran.   Den ligger i provinsen Kurdistan, i den nordvästra delen av landet, 400 km väster om huvudstaden Teheran. Karkābād ligger 2 054 meter över havet och antalet invånare är 412.
Terrängen runt Karkābād är huvudsakligen kuperad, men åt nordost är den platt.Runt Karkābād är det ganska tätbefolkat, med 58 invånare per kvadratkilometer. Närmaste större samhälle är Sanandaj, 18,5 km väster om Karkābād. Trakten runt Karkābād består i huvudsak av gräsmarker.